# Liste der Biografien/Alf
Liste der Biografien |
Portal Biografien |
Personensuche
# |
A |
B |
C |
D |
E |
F |
G |
H |
I |
J |
K |
L |
M |
N |
O |
P |
Q |
R |
S |
T |
U |
V |
W |
X |
Y |
Z |
?
 
Aa |
Ab |
Ac |
Ad |
Ae |
Af |
Ag |
Ah |
Ai |
Aj |
Ak |
Al |
Am |
An |
Ao |
Ap |
Aq |
Ar |
As |
At |
Au |
Av |
Aw |
Ax |
Ay |
Az
 
Ala |
Alb |
Alc |
Ald |
Ale |
Alf |
Alg |
Alh |
Ali |
Alj |
Alk |
All |
Alm |
Aln |
Alo |
Alp |
Alq |
Alr |
Als |
Alt |
Alu |
Alv |
Alw |
Alx |
Aly |
Alz
Die Liste der Biografien führt alle Personen auf, die in der deutschsprachigen Wikipedia einen Artikel haben. Dieses ist eine Teilliste mit 252 Einträgen von Personen, deren Namen mit den Buchstaben „Alf“ beginnt.

## Alf
- Alf, Hans Jürgen (* 1959), deutscher Schauspieler
- Alf, Johnny (1929–2010), brasilianischer Musiker (Piano, Gesang) des Bossa Nova
- Alf, Renate (* 1956), deutsche Cartoonistin und Autorin

### Alfa
- Alfa (* 2000), italienischer Rapper und PopsängerAlfa (* 2000)

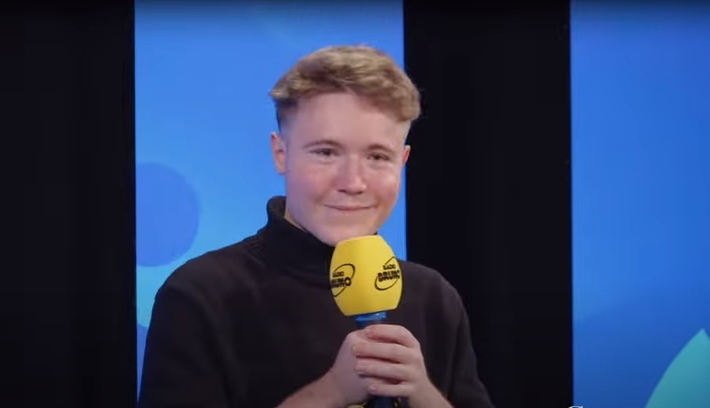
Alfa (* 2000)

- Alfa Ibrahima von Labé († 1882), Herrscher in Westafrika
- Alfa Yaya von Labé (1850–1912), Herrscher in Westafrika
- Alfa, Yakubu (* 1990), nigerianischer Fußballspieler
- Alfallah, Noor (* 1993), US-amerikanische Filmproduzentin
- Alfandari, Arturo (1888–1969), belgischer Diplomat, Schöpfer der Plansprache Neo
- Alfandari, Salomon Hayim, Großrabbiner in Konstantinopel (1745–1762)
- Alfani, Domenico († 1553), italienischer Maler
- Alfani, Orazio († 1583), italienischer Maler
- Alfani-Tellini, Ines (1896–1985), italienische Opernsängerin (Sopran) und Gesangspädagogin
- Alfano, Angelino (* 1970), italienischer Politiker (NCD), Mitglied der camera
- Alfano, Carlo (1932–1990), italienischer Maler und Grafiker
- Alfano, Francesco (* 1956), italienischer Geistlicher, Erzbischof von Sorrent-Castellammare di Stabia
- Alfano, Franco (1875–1954), italienischer Komponist des ausgehenden Verismo
- Alfano, Robert (* 1941), US-amerikanischer Physiker
- Alfano, Sonia (* 1971), italienische Politikerin, MdEP
- Alfanus von Salerno († 1085), Dichter, Übersetzer, Benediktinermönch, Erzbischof von Salerno
- Alfare, Stephan (* 1966), österreichischer Schriftsteller
- Alfaric, Prosper (1876–1955), französischer Theologe und Pfarrer, später Kirchenkritiker und Atheismusforscher
- Alfaro Jované, Ricardo Joaquín (1882–1971), Staatspräsident von Panama und Richter am Internationalen Gerichtshof
- Alfaro Kotte, Rafael (1962–2005), deutscher Akkordeonist und Komponist
- Alfaro Siqueiros, David (1896–1974), mexikanischer Maler und GrafikerDavid Alfaro Siqueiros (1896–1974)

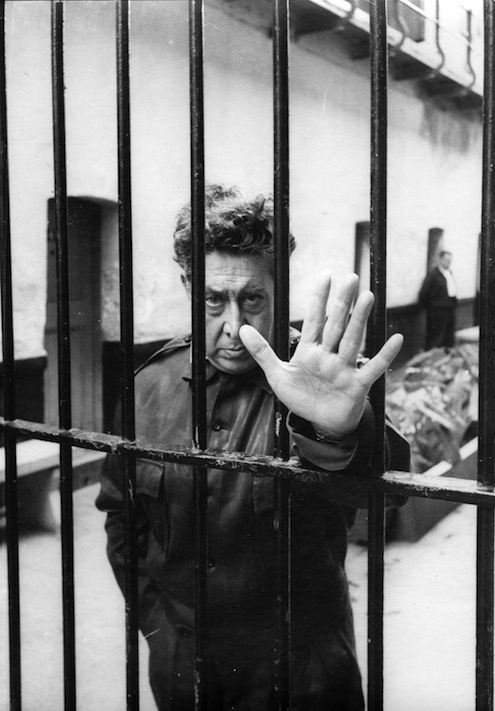
David Alfaro Siqueiros (1896–1974)

- Alfaro Zamora, José María (1799–1856), Präsident Costa Ricas
- Alfaro, Alejandro (* 1986), spanischer Fußballspieler
- Alfaro, Anastasio (1865–1951), costa-ricanischer Museumsdirektor, Archäologe, Geologe, Ethnologe, Zoologe und Autor
- Alfaro, Andreu (1929–2012), spanischer Bildhauer und Zeichner
- Alfaro, Carlota (* 1933), puerto-ricanische Modedesignerin
- Alfaro, Eloy (1842–1912), ecuadorianischer Politiker, zweimaliger Präsident von Ecuador
- Alfaro, Emiliano (* 1988), uruguayischer Fußballspieler
- Alfaro, Enrique (* 1974), mexikanischer Fußballspieler
- Alfaro, Gustavo (* 1962), argentinischer Fußballtrainer
- Alfaro, Italo (1928–1979), italienischer Regisseur und Drehbuchautor für das Fernsehen, Film und Theater
- Alfaro, Jesús (* 1968), mexikanischer Fußballtorhüter
- Alfaro, José (* 1983), nicaraguanischer Boxer im Leichtgewicht
- Alfaro, José de Jesús (1800–1855), nicaraguanischer Politiker und 1851 Director Supremo von Nicaragua
- Alfaro, Juan Pablo (* 1979), mexikanischer Fußballspieler
- Alfaro, Julián (* 2001), chilenischer Fußballspieler
- Alfaro, Miguel (* 1988), bolivianischer Leichtathlet
- Alfaro, Natalia (* 1987), costa-ricanische Beachvolleyballspielerin
- Alfaro, Óscar (1904–1939), chilenischer Fußballspieler
- Alfaro, Oscar (1921–1963), bolivianischer Dichter
- Alfaro, Pablo (* 1969), spanischer Fußballspieler und -trainer
- Alfaro, Rafael (1930–2014), spanischer Salesianer Don Boscos, Dichter und Journalist
- Alfaro, Tony (* 1993), mexikanisch-US-amerikanischer Fußballspieler
- Alfaro, Wardy (* 1977), costa-ricanischer Fußballspieler
- Alfaro, Xiomara (1930–2018), kubanische Sängerin
- Alfaro-Pineda, Rafael Ángel (* 1961), salvadorianischer Diplomat und Politiker
- Alfasi, Isaak (1013–1103), nordafrikanischer jüdischer Gelehrter
- Alfassa, Mirra (1878–1973), spirituelle Partnerin des Weisen und Sehers AurobindoMirra Alfassa (1878–1973)

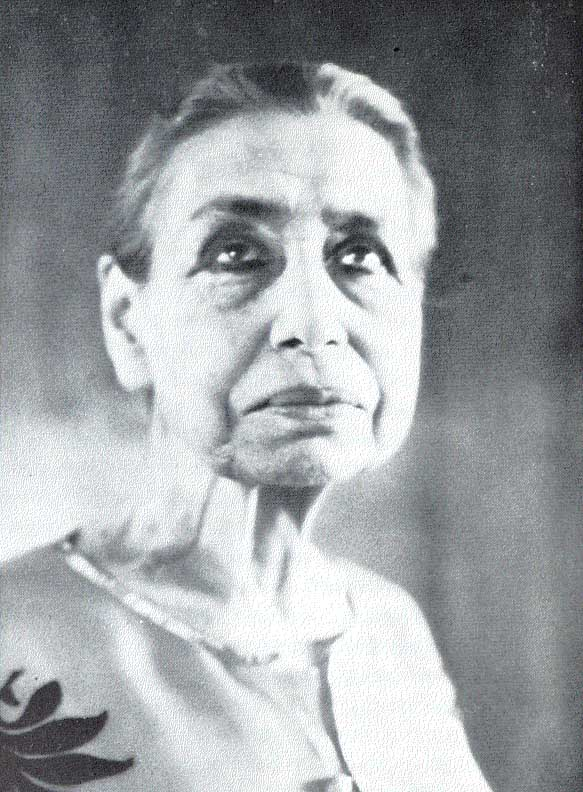
Mirra Alfassa (1878–1973)

### Alfe
- Alfejew, Hilarion (* 1966), russisch-orthodoxer Theologe, Hochschullehrer, Bischof und Leiter des Außenamts des Moskauer Patriarchats
- Alfejewa, Lidija Nikolajewna (1946–2022), sowjetische Weitspringerin
- Alfeld, Emil (1900–1961), deutscher Bauer, Erfinder und Musiker
- Alfelt, Else (1910–1974), dänische Malerin
- Alfen, Matthias (* 1965), deutscher Bildhauer und Maler
- Alfenus Avitianus, Lucius, römischer Statthalter
- Alfenus Senecio, Lucius, römischer Politiker, Konsul, Statthalter von Britannien
- Alfenus Varus, Publius, römischer Konsul und Jurist
- Alferaki, Achilles Nikolajewitsch (1846–1919), russischer Komponist und Politiker griechischer Abstammung
- Alferaki, Sergei Nikolajewitsch (1850–1918), russischer Ornithologe und Entomologe, spezialisiert auf Schmetterlinge
- Alféri, Pierre (1963–2023), französischer Schriftsteller, Dichter und Essayist
- Alfermann, Armin (1924–1998), deutscher Fotojournalist, Journalist und Galerist
- Alfermann, August Wilhelm (1942–2023), deutscher Biologe
- Alfermann, Dorothee (* 1949), deutsche Sportwissenschaftlerin, Sportpsychologin und Hochschullehrerin
- Alfermann, Marianne (1891–1954), deutsche Schauspielerin und Opernsängerin (Sopran)
- Alferowa, Swetlana, russische Badmintonspielerin
- Alfert, Lucio (* 1941), deutsch-paraguayischer Ordensgeistlicher, emeritierter apostolischer Vikar von Pilcomayo in Paraguay
- Alfes, Alexandra, deutsche Fußballspielerin
- Alfes, Claudia (* 1985), deutsche Mathematikerin, Hochschullehrerin
- Alfes, Heinrich (1821–1907), Fuhrunternehmer
- Alfes, Helmut (* 1956), deutscher Fußballspieler

### Alff
- Alff, Eberhard (* 1938), deutscher Politiker (SED)
- Alff, Richard (* 1915), deutscher Jurist; Richter am Bundesgerichtshof
- Alff, Richard (* 1943), deutscher Jurist; Präsident des MAD
- Alff, Wilhelm (1918–1992), deutscher Historiker
- Alff-Becker, Johann Jacob (1796–1870), deutscher Lederfabrikant und Reichstagsabgeordneter

### Alfh
- Alfhart, Lisy (1908–1996), deutsche Gewerkschafterin
- Álfheiður Erla Guðmundsdóttir (* 1993), isländische Opern- und Konzertsängerin in der Stimmlage Sopran
- Álfheiður Ingadóttir (* 1951), isländische Politikerin (Links-Grüne Bewegung)

### Alfi
- Alfi, Emma (* 2003), israelische Schauspielerin
- Alfi, Guri (* 1976), israelischer Schauspieler und Komiker
- Alfian bin Sa'at (* 1977), singapurischer Schriftsteller und Dichter
- Alfian, Fajar (* 1995), indonesischer Badmintonspieler
- Alfidius Herennianus, Lucius, römischer Konsul (171)
- Alfidja, Abderrahmane (* 1942), nigrischer Ökonom und Politiker
- Alfieri, Alex (* 1971), italienischer Neurochirurg und Hochschullehrer
- Alfieri, Benedetto (1699–1767), italienischer Baumeister
- Alfieri, Camilla (* 1985), italienische Skirennläuferin
- Alfieri, Dino (1886–1966), italienischer Politiker des Faschismus, Mitglied der cameraDino Alfieri (1886–1966)

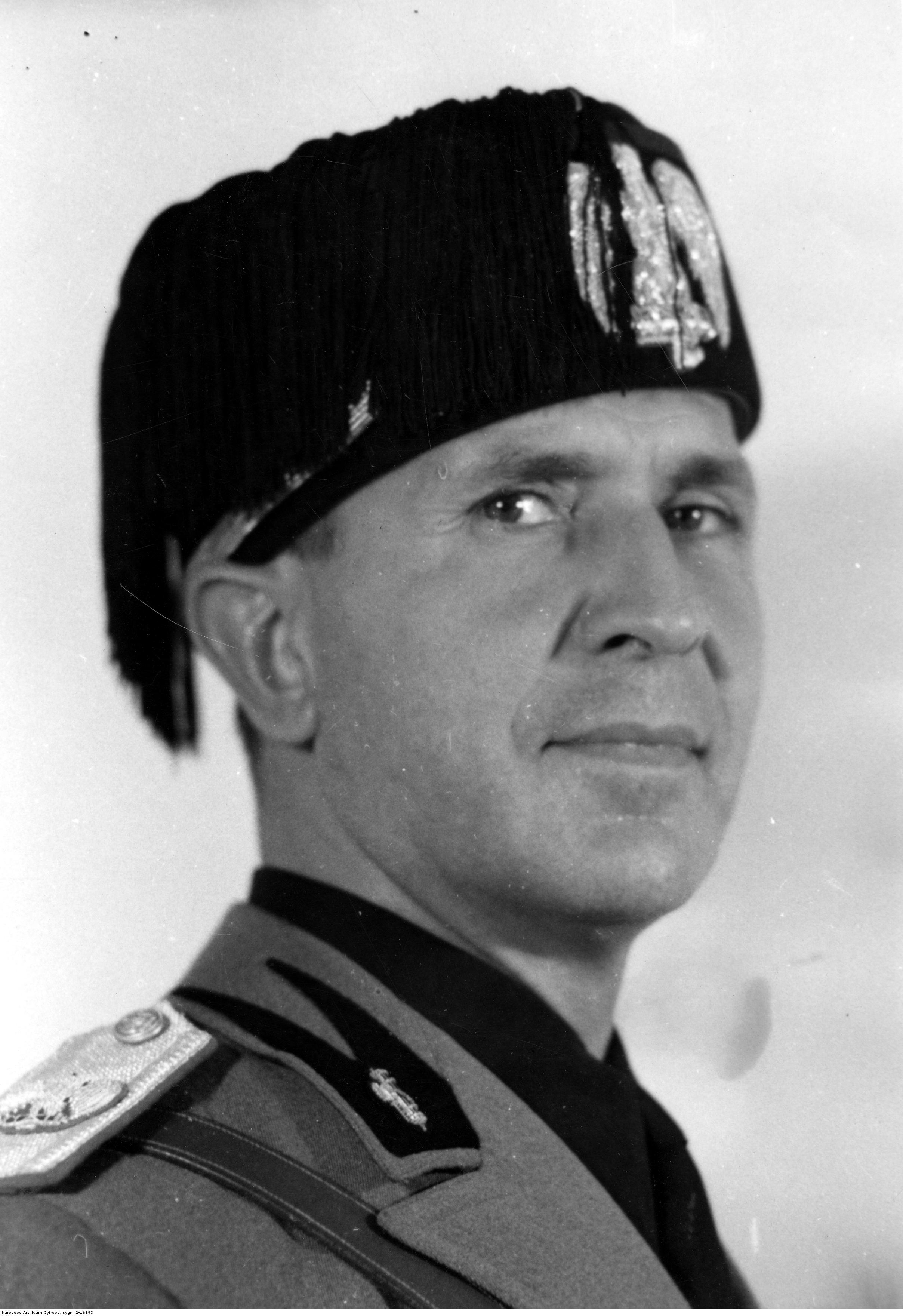
Dino Alfieri (1886–1966)

- Alfieri, Emanuel (1889–1964), österreichischer Drehbuchautor und Produktionsleiter beim deutschen Stummfilm
- Alfieri, Giovanni Battista (1697–1763), piemontesischer General
- Alfieri, Giulio (* 1879), italienischer Schauspieler, Karikaturist und Liedersänger
- Alfieri, Giulio (1924–2002), italienischer Ingenieur
- Alfieri, Hieronymus (1654–1740), österreichischer Stuckateur und Bildhauer des Barock
- Alfieri, Martino (1590–1641), italienischer Geistlicher und Erzbischof von Cosenza
- Alfieri, Nick (* 1992), US-amerikanischer American-Football-Spieler
- Alfieri, Ogerio, italienischer Politiker und Chronist
- Alfieri, Vittorio (1749–1803), italienischer Dichter und Dramatiker
- Alfieri, Vittorio (* 1961), italienischer Film- und Theaterschauspieler sowie Sprecher
- Alfieri, Vittorio Luigi (1863–1918), italienischer Politiker und Generalleutnant
- Alfinito, Daniela (* 1971), deutsche SchlagersängerinDaniela Alfinito (* 1971)

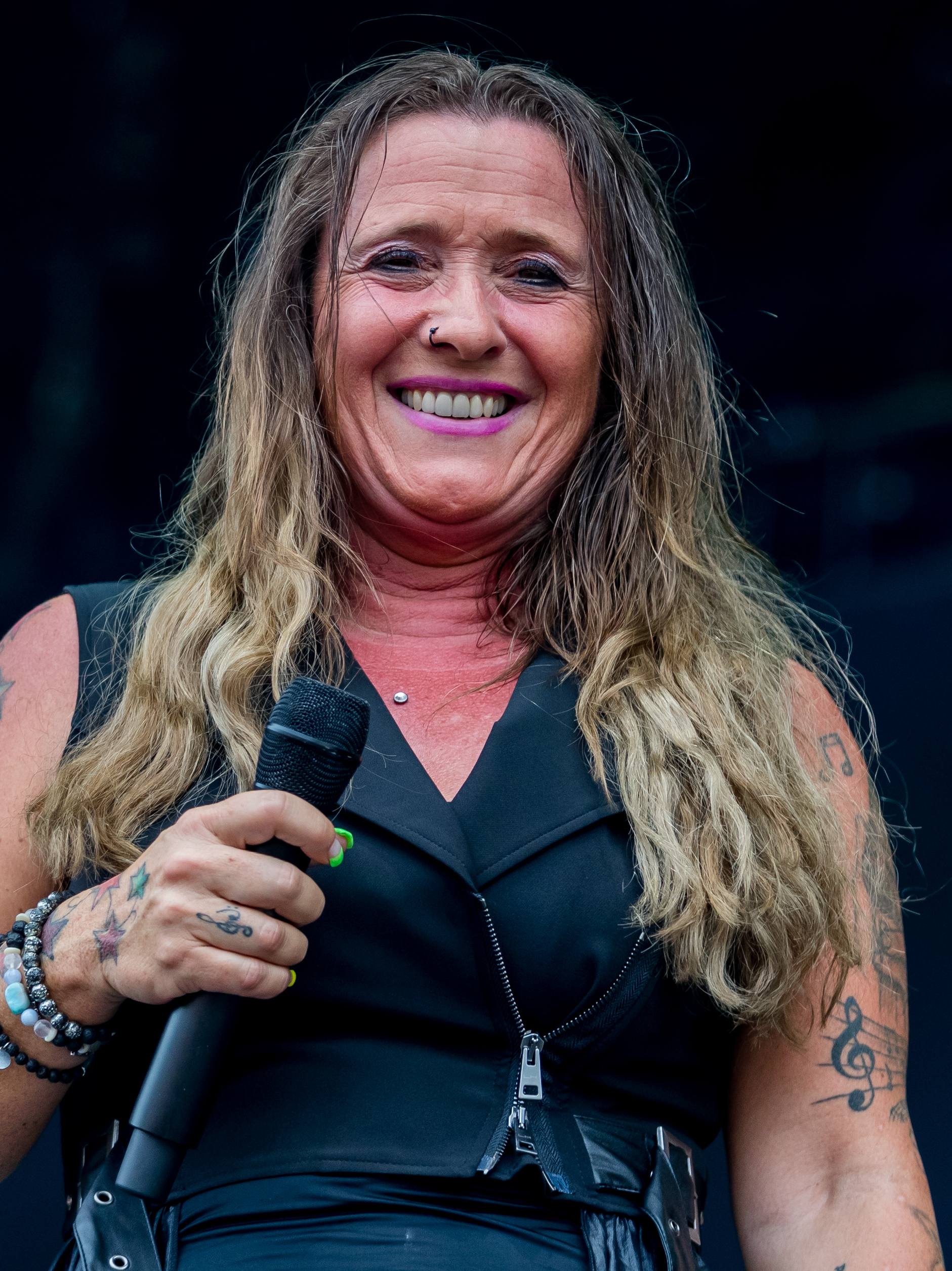
Daniela Alfinito (* 1971)

- Alfius Restitutus, Lucius, römischer Offizier (Kaiserzeit)

### Alfj
- Alfjorow, Nikolai Semjonowitsch (1917–1982), sowjetischer Architekt und Hochschullehrer
- Alfjorow, Schores Iwanowitsch (1930–2019), russischer Physiker
- Alfjorowa, Irina Iwanowna (* 1951), russische Schauspielerin

### Alfk
- Alfken, Hans (1899–1994), deutscher Reformpädagoge
- Alfken, Johann Dietrich (1862–1945), deutscher Entomologe
- Alfken, Marliese (1933–2016), deutsche Politikerin (SPD), MdL

### Alfo
- Alföldi, Andreas (1895–1981), ungarischer Althistoriker, Epigraphiker, Numismatiker und Archäologe
- Alföldi, Irene (* 1874), ungarische Opernsängerin (Sopran)
- Alföldi-Rosenbaum, Elisabeth (1921–1992), deutsche Klassische Archäologin
- Alföldy, Géza (1935–2011), ungarisch-deutscher Althistoriker und Epigraphiker
- Alfon, Dov (* 1961), israelischer Journalist und Schriftsteller
- Alfons de Borbón (1941–1956), spanischer Infant, Mitglied des Königshauses
- Alfons Heinrich von Portugal (1865–1920), portugiesischer Herzog von Porto und Herzog zu Sachsen
- Alfons I. († 757), König von Asturien
- Alfons I. (1073–1134), König von Aragonien
- Alfons I. († 1185), erster König von PortugalAlfons I. († 1185)

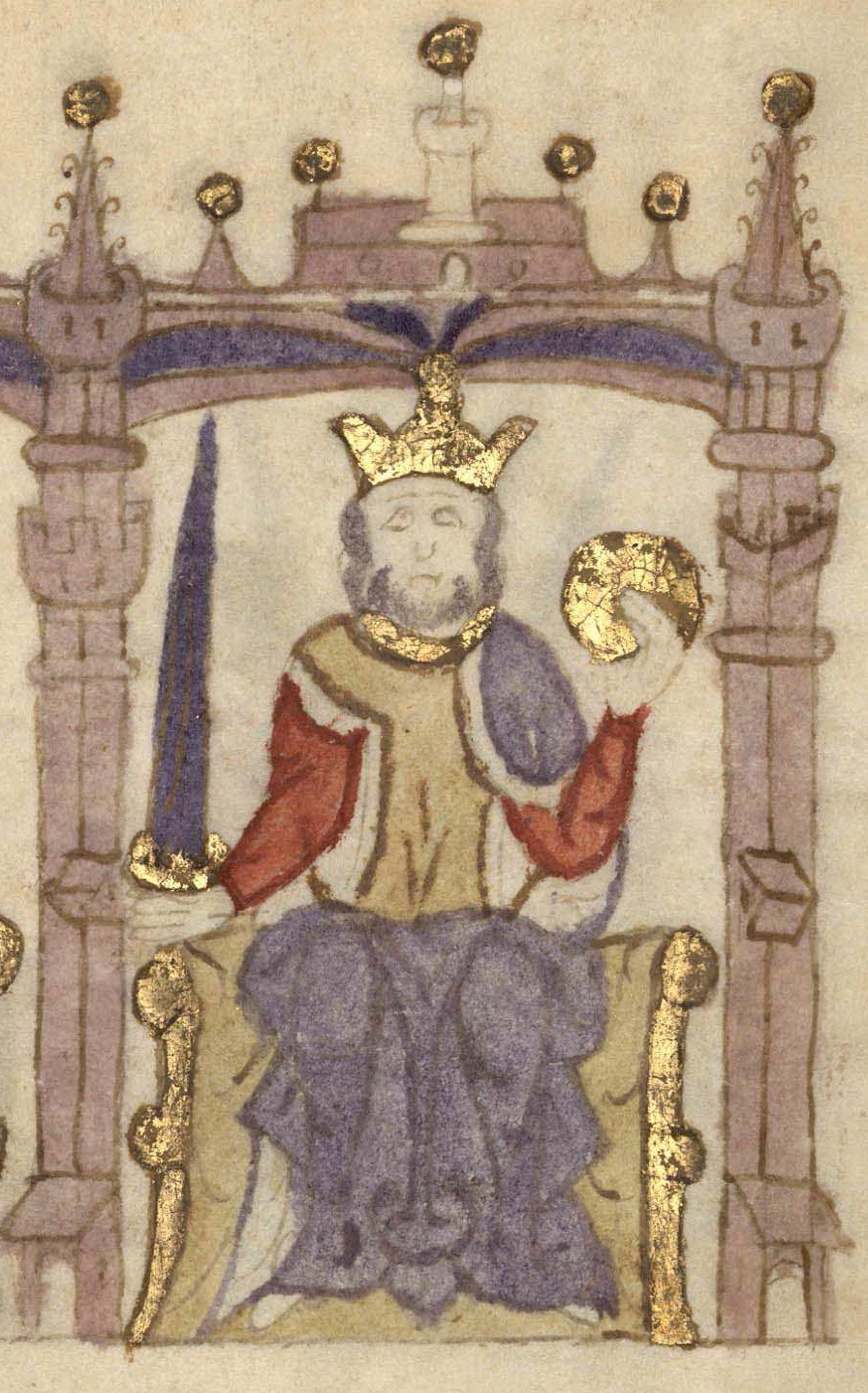
Alfons I. († 1185)

- Alfons II. († 842), König von Asturien (791–842)
- Alfons II. (1157–1196), König von Aragón
- Alfons II. (1180–1209), Graf der Provence aus dem Haus Barcelona
- Alfons II. (1185–1223), König von Portugal
- Alfons II. (1448–1495), König von Neapel
- Alfons III. (848–910), König von Asturien
- Alfons III. (1210–1279), fünfter König von PortugalAlfons III. (1210–1279)

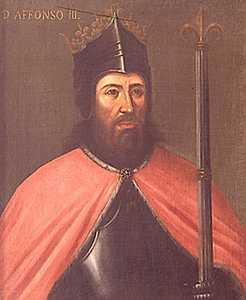
Alfons III. (1210–1279)

- Alfons III. (1265–1291), König von Aragonien, Sohn Peters III.
- Alfons IV. († 933), König von León
- Alfons IV. (1291–1357), König von Portugal
- Alfons IV. (1299–1336), König von Aragon
- Alfons IX. (1171–1230), König von León (1188–1230)
- Alfons Jordan (1103–1148), Graf von Toulouse und Markgraf der Provence
- Alfons Pius de Borbón (1907–1938), spanischer Infant und Prinz von Asturien (1907–1933)
- Alfons V. (994–1028), König von León und Galicien
- Alfons V. (1396–1458), König von Aragon, Neapel und Sizilien
- Alfons V. (1432–1481), König von Portugal aus dem Hause Avis
- Alfons VI. (1037–1109), König von León, Kastilien und Galicien
- Alfons VI. (1643–1683), König von Portugal (1656–1683)
- Alfons VII. (1105–1157), König von Kastilien und León
- Alfons VIII. (1155–1214), König von Kastilien
- Alfons von Aragón (1228–1260), Kronprinz des Königreichs Aragón aus dem Haus Barcelona
- Alfons von Aragonien (1470–1520), spanischer Bischof und Politiker
- Alfons von Aragonien und Escobar (1415–1485), Feldherr
- Alfons von Bourbon-Sizilien (1901–1964), spanischer Adeliger, Mitglied des Hauses Bourbon, Herzog von Calabrien
- Alfons von Braganza (1377–1461), portugiesischer Herzog; unehelicher Sohn Johanns I. von Portugal
- Alfons von Brienne († 1270), französischer Graf von Eu, Großkämmerer von Frankreich
- Alfons von Kastilien (1453–1468), Fürst von Asturien, Gegenkönig von Kastilien
- Alfons von Poitiers (1220–1271), Graf von Poitiers und Graf von Toulouse
- Alfons X. (1221–1284), König von Kastilien und León
- Alfons XI. (1311–1350), König von Kastilien und León
- Alfons XII. (1857–1885), König von Spanien
- Alfons XIII. (1886–1941), König von SpanienAlfons XIII. (1886–1941)

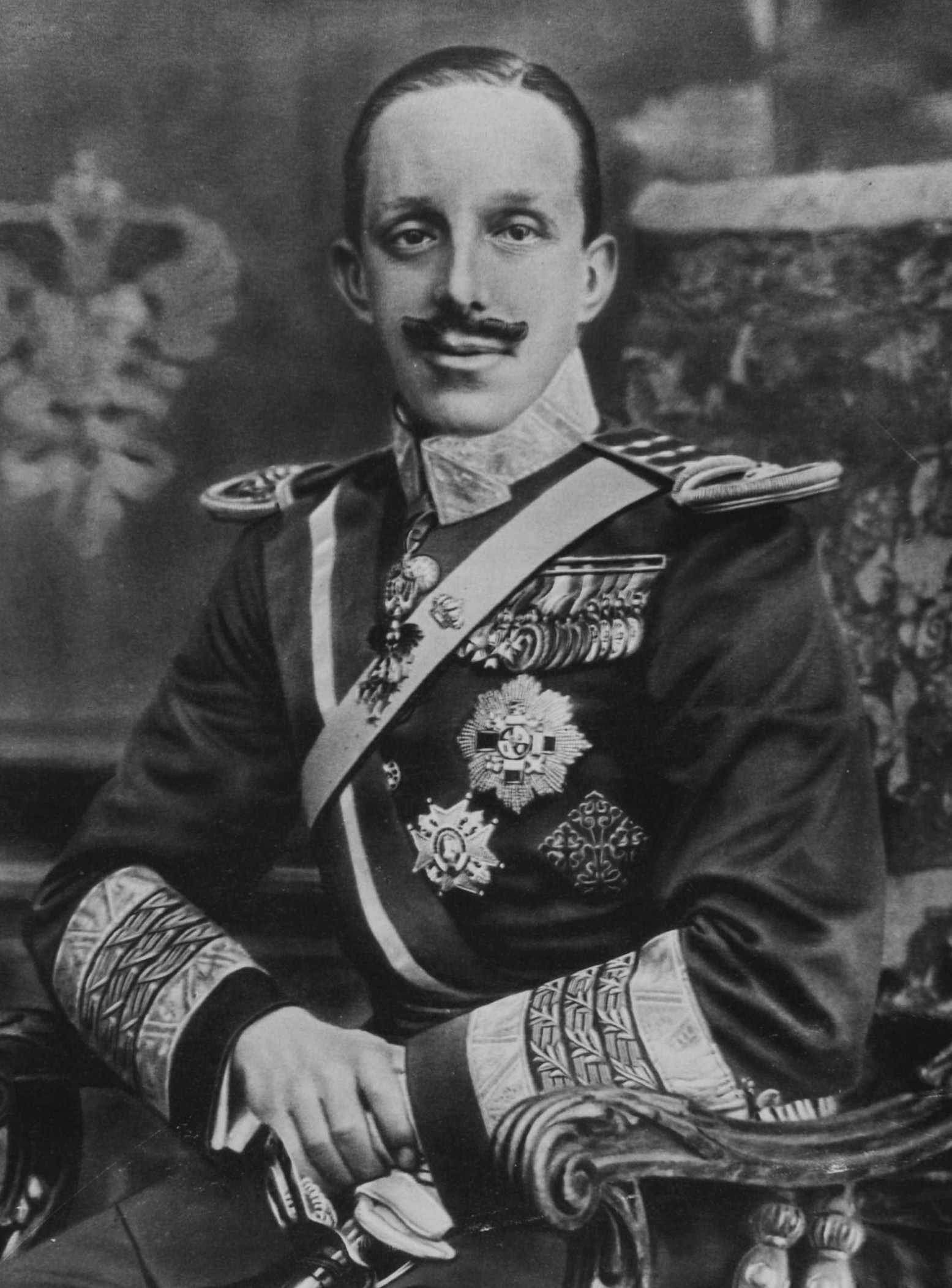
Alfons XIII. (1886–1941)

- Alfons, Claudia (* 1983), deutsche Kommunalpolitikerin
- Alfons, Infant von Portugal (1475–1491), portugiesischer Prinz und Thronfolger
- Alfonsa von der Unbefleckten Empfängnis (1910–1946), indische Ordensschwester
- Alfonse de Portugal († 1207), Großmeister des Malteserordens
- Alfonseca, Antonio (* 1972), dominikanischer Baseballspieler
- Alfonseca, José Dolores (1878–1933), dominikanischer Politiker
- Alfonseca, Miguel (1942–1994), dominikanischer Lyriker, Erzähler, Dramatiker und Philosoph
- Alfonsel, Bernardo (* 1950), spanischer Radrennfahrer
- Alfonsetti, Jean (1908–1984), luxemburgischer Radrennfahrer
- Alfónsez, Sancho († 1108), Thronfolger von Kastilien und León
- Alfonsi, François (* 1953), französischer Politiker (PNC), MdEP
- Alfonsi, Josiane (* 1944), französisch-deutsche Schriftstellerin
- Alfonsi, Lydia (1928–2022), italienische Schauspielerin
- Alfonsi, Nicolas (1936–2020), französischer Jurist und Politiker (PRG)
- Alfonsi, Peo (* 1967), italienischer Jazzmusiker (Gitarre, Komposition)
- Alfonsín, Francisco, spanischer Schauspieler
- Alfonsín, Raúl (1927–2009), argentinischer StaatspräsidentRaúl Alfonsín (1927–2009)

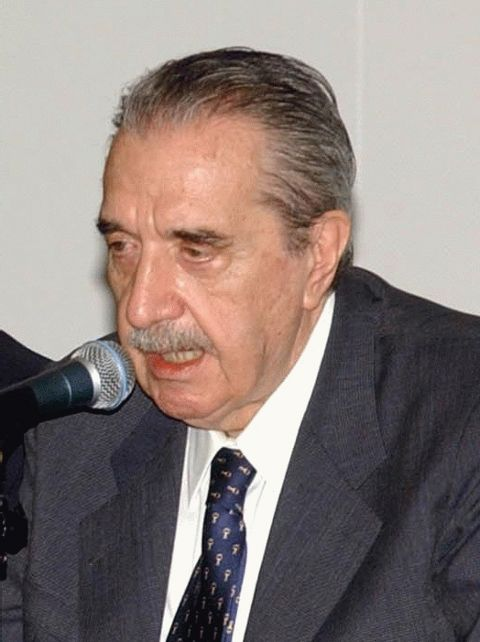
Raúl Alfonsín (1927–2009)

- Alfonsín, Ricardo (* 1951), argentinischer Politiker
- Alfonso de Espina († 1491), spanischer Franziskaner, katholischer Bischof und Autor
- Alfonso de la Cerda, Titularkönig von Kastilien, Gouverneur von Guyenne
- Alfonso Fadrique de Aragón († 1338), Vikar des Herzogtums Athen, Herr von Salona
- Alfonso Froilaz, König von Galicien und León
- Alfonso I. d’Este (1476–1534), Herzog von Ferrara, Modena und ReggioAlfonso I. d’Este (1476–1534)

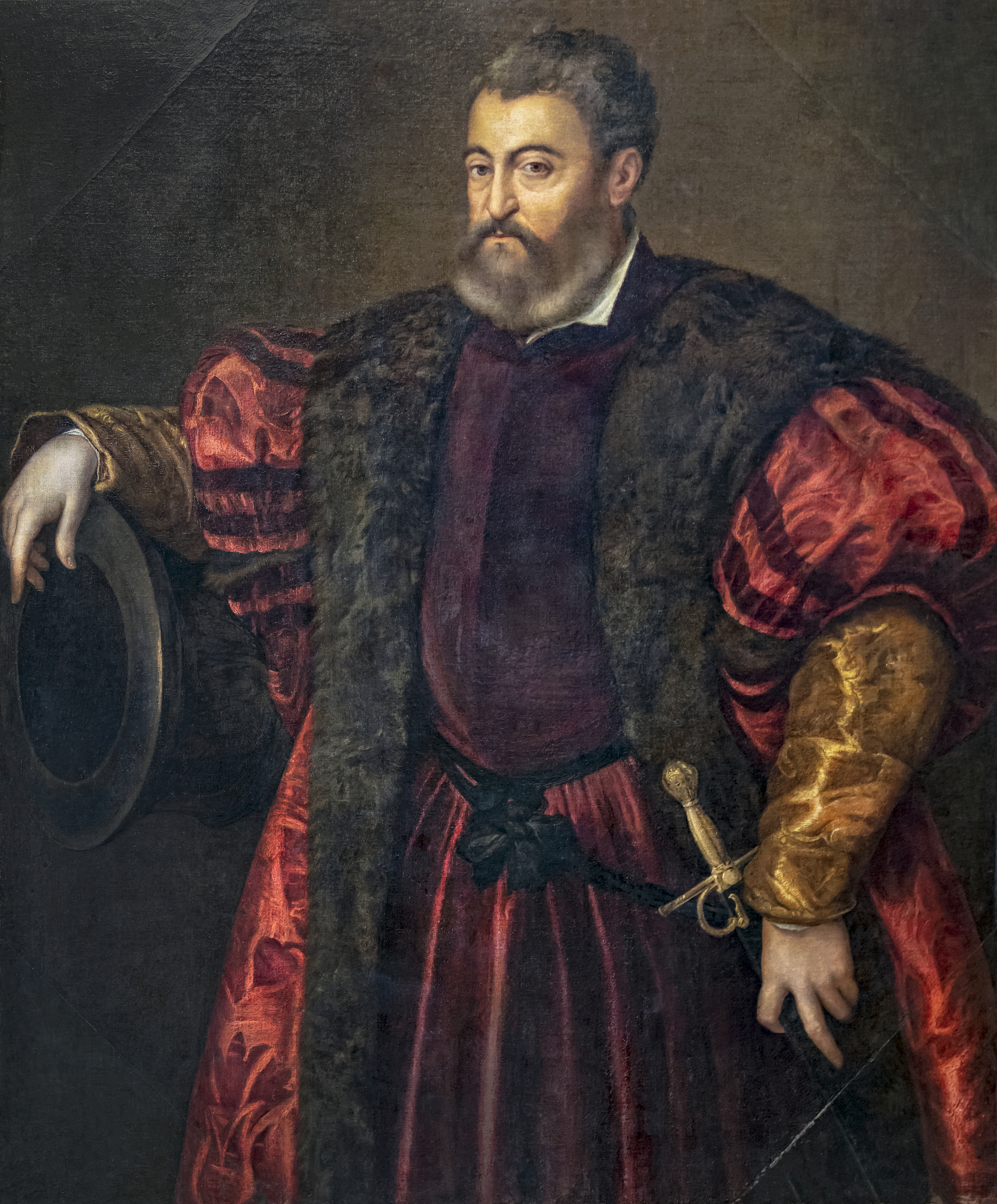
Alfonso I. d’Este (1476–1534)

- Alfonso II. d’Este (1533–1597), Herzog von Ferrara, Modena und Reggio
- Alfonso III. d’Este (1591–1644), Herzog von Modena und Reggio, Kapuziner
- Alfonso IV. d’Este (1634–1662), Herzog von Modena und Reggio
- Alfonso Prats, Lázaro (* 1981), kubanischer Fußballspieler
- Alfonso von Bourbon-Sizilien (1841–1934), Mitglied aus dem Hause Bourbon
- Alfonso y Hernán, Javier (1904–1988), spanischer Pianist, Komponist und Musikpädagoge
- Alfonso, Adrià (* 2002), spanischer Sprinter
- Alfonso, Dámaso (* 1951), kubanischer Hürdenläufer und Sprinter
- Alfonso, Kristian (* 1963), US-amerikanische Schauspielerin
- Alfonso, Loren (* 1995), kubanisch-aserbaidschanischer Boxer
- Alfonso, Nobel (* 1942), dominikanischer Publizist, Rundfunk- und fernsehsprecher, -produzent und -leiter
- Alfonso, Pedro Enrique (1903–1977), chilenischer Politiker, Abgeordneter, Senator und Minister
- Alfonso, Robert (* 1986), kubanischer Boxer
- Alford, Bruce (1922–2010), US-amerikanischer Spieler und Schiedsrichter im American Football
- Alford, Clem (* 1945), schottischer Musiker
- Alford, Dale (1916–2000), US-amerikanischer Politiker
- Alford, Helen (* 1964), britische Dominikanerin und Sozial- und Wirtschaftswissenschaftlerin, Präsidentin der Päpstlichen Akademie der Sozialwissenschaften
- Alford, Henry (1810–1871), anglikanischer Theologe und Neutestamentler
- Alford, Jack, US-amerikanischer Filmtechniker, Erfinder und Filmschaffender
- Alford, Jim (1913–2004), britischer Mittelstreckenläufer
- Alford, Julius Caesar (1799–1863), US-amerikanischer Politiker
- Alford, Kenneth J. (1881–1945), britischer Komponist und Militärmusiker
- Alford, Lexie (* 1998), US-amerikanische Abenteurerin und WebvideoproduzentinLexie Alford (* 1998)

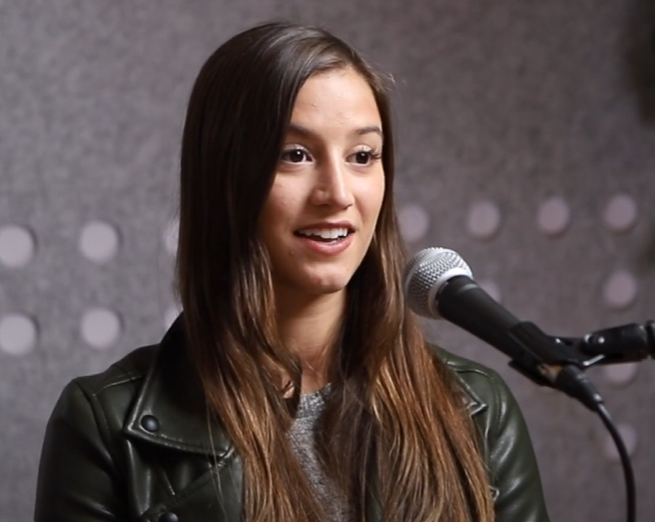
Lexie Alford (* 1998)

- Alford, Mark (* 1963), US-amerikanischer Politiker
- Alford, Mitchell Cary (1855–1914), US-amerikanischer Politiker
- Alford, Phillip (* 1948), US-amerikanischer Schauspieler
- Alford, Robert (* 1988), US-amerikanischer American-Football-Spieler
- Alford, Robert Edmund (1904–1979), britischer Kolonialverwalter, Gouverneur von St. Helena
- Alford, Steve (* 1964), US-amerikanischer Basketballspieler
- Alford, Zachary, US-amerikanischer Schlagzeuger

### Alfr
- Alfradis von der Borch († 1534), Äbtissin des Klosters Kaufungen
- Alfred († 943), Bischof von Sherborne
- Alfred († 1160), englischer Geistlicher, Bischof von Worcester
- Alfred (1844–1900), Prinz von Großbritannien und Irland, Herzog von Edinburgh, Herzog von Sachsen-Coburg-Gotha
- Alfred (* 1976), französischer Comiczeichner und -szenarist
- Alfred Ætheling (1012–1036), englischer Thronprätendent
- Alfred der Große († 899), König der West-Sachsen (Wessex)Alfred der Große († 899)

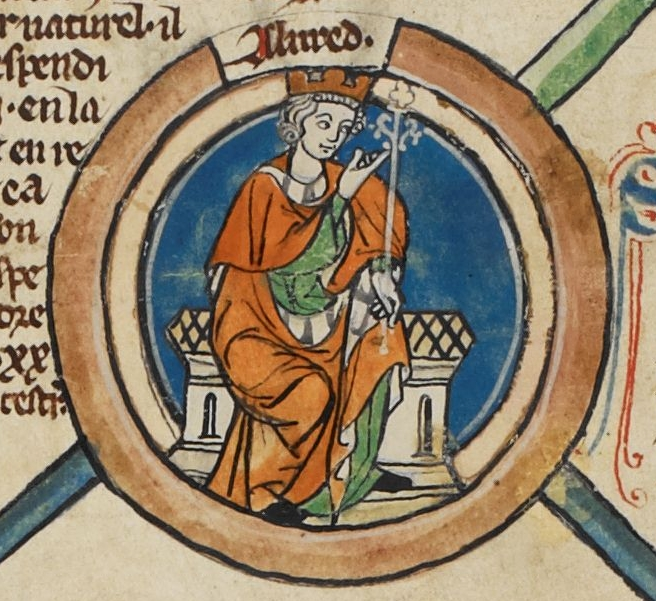
Alfred der Große († 899)

- Alfreð Finnbogason (* 1989), isländischer Fußballspieler
- Alfreð Gíslason (* 1959), isländischer Handballspieler und -trainer
- Alfred von Großbritannien, Irland und Hannover (1780–1782), Mitglied der Britischen Königsfamilie aus dem Haus Hannover
- Alfred von Sachsen-Coburg und Gotha (1874–1899), Erbprinz und Thronfolger des Doppelherzogtums Sachsen-Coburg und Gotha
- Alfred von Sareshel, englischer Philosoph
- Alfred von und zu Liechtenstein (1842–1907), Prinz von und zu Liechtenstein, österreichischer Politiker
- Alfred, Bettie I. (* 1972), deutsche Hörspielautorin, -regisseurin, -produzentin und -sprecherin
- Alfred, Chuz (1932–2018), US-amerikanischer Jazzmusiker (Tenorsaxophon, Altsaxophon)
- Alfred, Darren (* 1996), trinidadischer Leichtathlet
- Alfred, Jerry (* 1955), kanadischer Musiker vom Stamme der Selkirk
- Alfred, Julien (* 2001), lucianische Sprinterin
- Alfred, Stephen (* 1968), US-amerikanischer Bahnradsportler
- Alfredo, Anselmo, brasilianischer marxistischer Humangeograph
- Alfredson, Daniel (* 1959), schwedischer Filmregisseur, Drehbuchautor und Filmproduzent
- Alfredson, Hans (1931–2017), schwedischer Komiker, Regisseur, Schriftsteller und SchauspielerHans Alfredson (1931–2017)

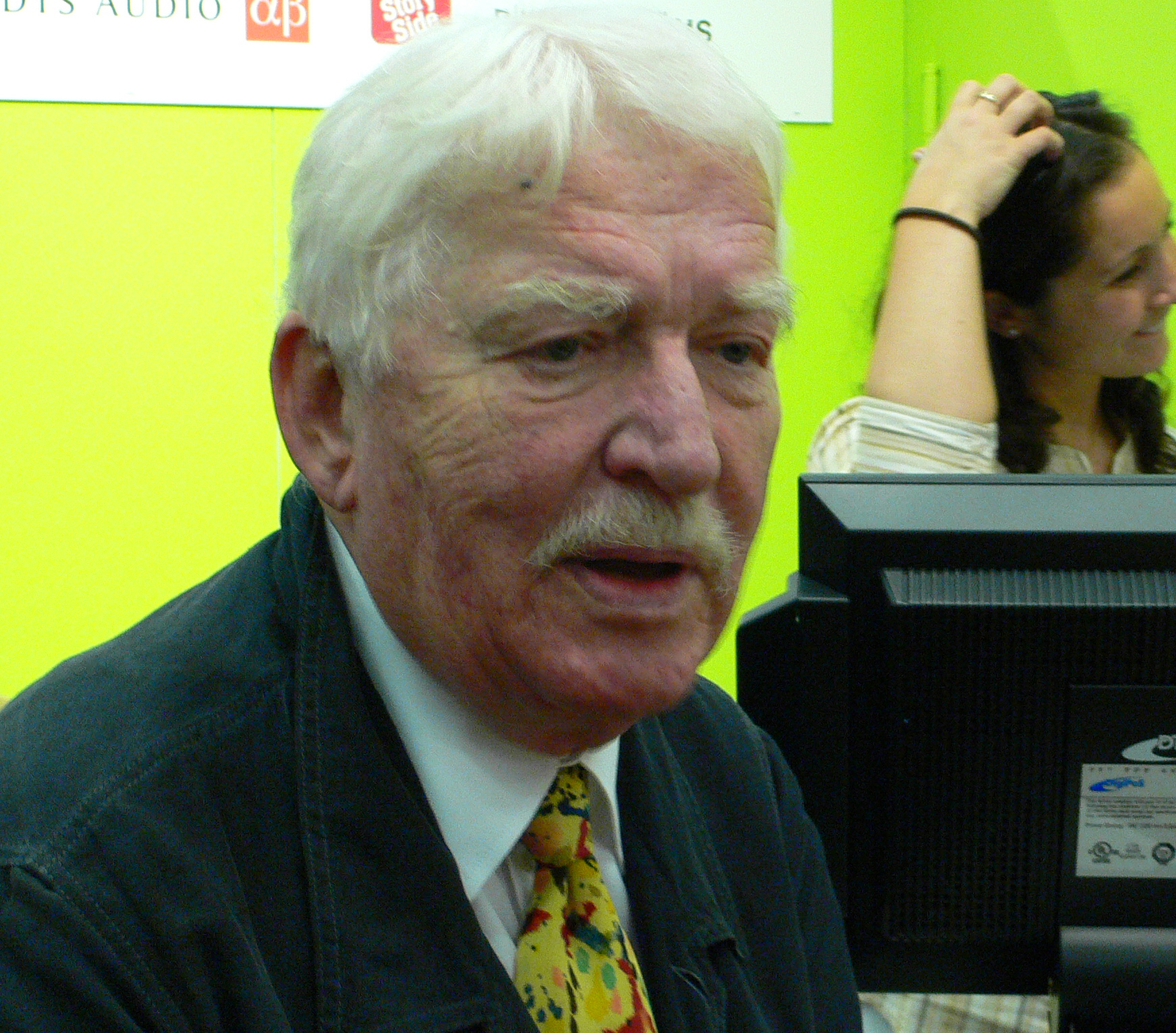
Hans Alfredson (1931–2017)

- Alfredson, Tomas (* 1965), schwedischer Filmregisseur
- Alfredsson, Axel (1902–1966), schwedischer Fußballspieler
- Alfredsson, Daniel (* 1972), schwedischer Eishockeyspieler
- Alfredsson, Helen (* 1965), schwedische Golfproette
- Alfredsson, Lina (* 1983), schwedische Badmintonspielerin
- Alfredy, Karl (* 1877), österreichischer Kapellmeister und Komponist
- Alfreider, Daniel (* 1981), italienischer Bauingenieur und Politiker (Südtirol)
- Alfridi, Erica (* 1968), italienische Geherin
- Alfrink, Bernard Jan (1900–1987), niederländischer Geistlicher, Erzbischof von Utrecht
- Álfrún Gunnlaugsdóttir (1938–2021), isländische Schriftstellerin, Übersetzerin und Hochschullehrerin
- Álfrún Laufeyjardóttir, isländische Schauspielerin

### Alfs
- Alfs, Alexander (1924–2010), deutscher Grafiker, Maler und Illustrator
- Alfs, Joseph (1910–1943), deutscher Provinzialrömischer Archäologe
- Alfson, Adolf (1704–1779), norwegischer Artillerieoffizier in österreichischen Diensten

### Alft
- Alfter, Bartholomäus Joseph Blasius († 1808), deutscher Historiker und katholischer Theologe
- Alfter, Heinrich (1894–1951), deutscher Politiker (CDU), MdL
- Alfthan, Alexis (1814–1885), finnisch-russischer Generalleutnant der Kaiserlich Russischen Armee
- Alfthan, Carl (1860–1940), finnisch-russischer Generalleutnant der Kaiserlich Russischen Armee
- Alfthan, Georg von (1828–1896), finnisch-russischer Generalleutnant der Kaiserlich Russischen Armee, Provinzgouverneur, Abgeordneter und Senator
- Alfthan, Max (1892–1960), finnischer Segler

### Alfv
- Alfvén, Hannes (1908–1995), schwedischer Physiker
- Alfvén, Hugo (1872–1960), schwedischer Komponist, DirigentHugo Alfvén (1872–1960)

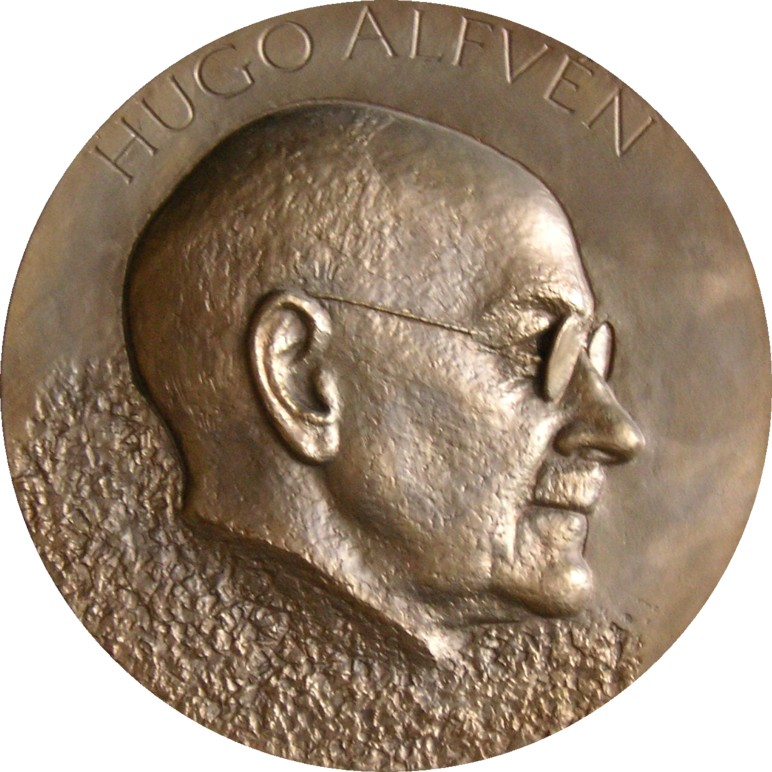
Hugo Alfvén (1872–1960)

- Alfvén, Inger (1940–2022), schwedische Schriftstellerin
- Alfvén, Margita (1905–1962), schwedische Schauspielerin